# 蘑菇學園
《蘑菇學園》是香港作家狄芬妮琳著作，瑞雲作畫的少女漫畫作品，由天下出版社發行，是繼《我的王子殿下》後另一個瑞雲跟狄芬妮琳合作的香港漫畫作品。
本作品在香港及中國內地都有不錯的人氣，被認為是「港台少女漫畫的經典之作」。

## 故事簡介
故事是關於校園愛情。小琳平凡的生活將會掀起變化，一切開始都會在私校蘑菇學園。小琳在中四開學禮見到恭介，戀次默默守護小琳。

## 登場人物
小琳
本故事的女主角，憧憬童話式愛情的平凡女生。小琳雖然內向怕事，但單純及充滿愛心的她卻非常惹人喜愛。
恭介
樂壇炙手可熱的歌手。外表冷酷，內心卻像小孩般天真可愛。
戀次
公認的壞學生，喜愛獨來獨往，跟小琳非常有緣。
舅父仔
小琳的舅父仔，在意大利深造回來的著名時裝設計師Rossi。
阿猶
崇拜戀次的小男孩。
博先生
恭介的經理人，對舅父仔懷有怨恨。
阿柏
小琳的同學，個性隨和且友善，是小琳的好友阿嘉的小學同學。
嘉莎
與恭介合作拍戲的人氣女藝人。外表溫純可愛，但內裡卻是充滿心機的人。

## 書籍資訊
漫畫單行本香港繁體中文版由天下出版社發行，中國大陸地區簡體中文版由問鼎新世紀改革出版社所代理發行。
| 冊數 | 香港版 | 發售日期       | 中國大陸版         | 發售日期      |
| ---- | ------ | -------------- | ------------------ | ------------- |
| 1    |        | 2006年12月20日 | ISBN 9787540541699 | 2009年11月1日 |
| 2    |        | 2007年7月31日  | ISBN 9787540541699 | 2009年11月1日 |
| 3    |        | 2007年12月21日 | ISBN 9787540541705 | 2009年12月1日 |
| 4    |        | 2008年8月5日   | ISBN 9787540541705 | 2009年12月1日 |